# 青年の樹 (1960年の映画)
『青年の樹』（せいねんのき）は、1960年4月29日に公開された、石原慎太郎の長編小説を舛田利雄監督が映像化した日本の映画。

## キャスト
- 石原裕次郎: 和久武馬
- 北原三枝 : 山形香世
- 芦川いづみ : 山形明子
- 宮城千賀子 : 山形えい子
- 武藤章生 : 森健太郎
- 梅野泰靖 : 坂本三郎
- 近藤宏 : 柴田義夫
- 小高雄二 : 須藤雅之
- 大坂志郎 : 辰
- 草薙幸二郎 : 鉄次
- 浜田寅彦 : 繁岡助教授
- 山田禅二 : 吉本
- 木島一郎 : 小杉
- 柳瀬志郎 : 梅吉
- 深江章喜 : 島田記者
- 笹森礼子 : 中野雪子
- 芦田伸介 : 和久達之助
- 清水将夫 : 桜井
- 滝沢修 : 総長

## スタッフ
- 監督 ：舛田利雄
- 脚本 ：山田信夫
- 音楽 : 黛敏郎
- 撮影 : 山崎善弘
- 企画 : 水の江滝子

## その他
- 1961年、TBSによりナショナルゴールデンアワーで勝呂誉主演で映像化された[3]。
- 1977年、東宝、三浦友和主演再映像化版『青年の樹』。